# Posłowie na Sejm Polskiej Rzeczypospolitej Ludowej I kadencji
Posłowie na Sejm Polskiej Rzeczypospolitej Ludowej I kadencji zostali wybrani podczas wyborów parlamentarnych, które odbyły się w dniu 26 października 1952.
Pierwsze posiedzenie odbyło się 20 listopada 1952, a ostatnie, 39. – 20 listopada 1956. Kadencja Sejmu trwała od 20 listopada 1952 do 20 listopada 1956.
Skład partyjny na pierwszym posiedzeniu Sejmu I kadencji. Regulamin Sejmu nie przewidywał funkcjonowania klubów poselskich, lecz w ich miejsce powołano Wojewódzkie Zespoły Poselskie.
| \| Ugrupowanie polityczne \| Ugrupowanie polityczne \| XI 1952 \| \| ---------------------- \| ------------------------------------ \| ------- \| \| \| Polska Zjednoczona Partia Robotnicza \| 273 \| \| \| Zjednoczone Stronnictwo Ludowe \| 90 \| \| \| Stronnictwo Demokratyczne \| 25 \| \| \| Niestowarzyszeni[a] \| 37 \| \| Razem \| Razem \| 425 \| | Podział 425 mandatów: PZPR: 273 ZSL: 90 SD: 25 Pozostali: 37 |         |
| Ugrupowanie polityczne | Ugrupowanie polityczne                                       | XI 1952 |
| | Polska Zjednoczona Partia Robotnicza                         | 273     |
| | Zjednoczone Stronnictwo Ludowe                               | 90      |
| | Stronnictwo Demokratyczne                                    | 25      |
| | Niestowarzyszeni                                             | 37      |
| Razem | Razem                                                        | 425     |

## Prezydium Sejmu I kadencji
| Poseł                                                               | Poseł                | Funkcja             | Partia                               | Czas pełnienia funkcji | Czas pełnienia funkcji | Czas pełnienia funkcji |
| Poseł                                                               | Poseł                | Funkcja             | Partia                               | Od                     | Do                     |                        |
| ------------------------------------------------------------------- | -------------------- | ------------------- | ------------------------------------ | ---------------------- | ---------------------- | ---------------------- |
|                                                                     | Lucjan Rudnicki      | Marszałek senior    | Polska Zjednoczona Partia Robotnicza | 20 listopada 1952(dts) | 20 listopada 1952(dts) |                        |
| Marszałek senior przewodniczy obradom Sejmu przed wyborem Prezydium |                      |                     |                                      |                        |                        |                        |
|                                                                     | Jan Dembowski        | Marszałek Sejmu     | Bezpartyjny                          | 20 listopada 1952(dts) | 20 listopada 1956(dts) |                        |
|                                                                     | Franciszek Mazur     | Wicemarszałek Sejmu | Polska Zjednoczona Partia Robotnicza | 20 listopada 1952(dts) | 20 listopada 1956(dts) |                        |
|                                                                     | Józef Ozga-Michalski | Wicemarszałek Sejmu | Zjednoczone Stronnictwo Ludowe       | 20 listopada 1952(dts) | 20 listopada 1956(dts) |                        |
|                                                                     | Stanisław Kulczyński | Wicemarszałek Sejmu | Stronnictwo Demokratyczne            | 20 listopada 1952(dts) | 20 listopada 1956(dts) |                        |

### Stan na koniec kadencji
Posłowie I kadencji zrzeszeni byli w następujących Wojewódzkich Zespołach Poselskich:
| Zespół Poselski Miasta Stołecznego Warszawy | Zespół Poselski Miasta Stołecznego Warszawy | Zespół Poselski Miasta Stołecznego Warszawy | Zespół Poselski Miasta Stołecznego Warszawy |
| --- | --- | --- | --- |
| | | | |
| - Leon Adamowski - Jerzy Albrecht - Jakub Berman - Jan Dembowski | - Franciszek Fiedler - Eugeniusz Kujawski - Oskar Lange - Józef Markow | - Konstanty Rokossowski - Stanisława Rutkowska - Zygmunt Skibniewski - Zdzisław Skórzyński | - Roman Szymański - Antoni Tracikiewicz - Władysław Wicha |
| Zespół Poselski Miasta Łodzi | | | |
| | | | |
| - Władysław Dworakowski - Wanda Gościmińska - Henryk Jabłoński | - Jerzy Jodłowski - Kazimierz Mijal - Kornelia Plewińska | - Jan Ptasiński - Michalina Tatarkówna-Majkowska - Józefa Ulkowska | - Stanisław Urbańczyk |
| Wojewódzki Zespół Poselski Województwa Białostockiego | | | |
| | | | |
| - Mieczysław Bodalski - Tadeusz Czystohorski - Mikołaj Iwanow - Eugenia Krassowska | - Eugeniusz Makowski - Edwarda Orłowska - Paweł Ostasiewicz - Bolesław Podedworny | - Stanisław Sadowski - Włodzimierz Sokorski - Sergiusz Soroko - Tadeusz Strzałkowski | - Jerzy Sztachelski - Grzegorz Wojciechowski - Jadwiga Zubrycka - Józef Zychowicz |
| Wojewódzki Zespół Poselski Województwa Bydgoskiego | | | |
| | | | |
| - Antoni Alster - Feliks Baranowski - Franciszek Blinowski - Anna Cichańska - Stefan Czarnecki - Eugenia Furmaniak - Tadeusz Gede                                                                             | - Stanisława Jaroszowa - Antoni Korzycki - Władysław Krzyżański - Władysław Kuźniar - Paweł Nahajowski - Franciszek Ochmański - Bronisław Półturzycki                                                                         | - Adam Rapacki - Bronisława Rzytelewska - Franciszek Sawczyk - Wacław Schayer - Jan Skruszewicz - Stanisław Stachacz - Zofia Staros                                                                                    | - Ludomir Stasiak - Stanisław Tołwiński - Zofia Wasilkowska - Witold Zacharewicz |
| Wojewódzki Zespół Poselski Województwa Gdańskiego | | | |
| | | | |
| - Antoni Bigus - Romuald Cebertowicz - Leon Chajn - Stanisław Gabryl | - Stefan Jędrychowski - Franciszek Królikiewicz - Julianna Leśniak - Franciszek Murawski | - Mieczysław Popiel - Stanisław Radkiewicz - Stanisław Sołdek - Zdzisław Studziński | - Stanisław Teisseyre - Jan Trusz - Mieczysław Wągrowski - Czesław Wycech |
| Wojewódzki Zespół Poselski Województwa Kieleckiego | | | |
| | | | |
| - Kazimierz Banach - Hilary Chełchowski - Henryk Czajka - Szymon Dulny - Jan Frankowski - Karolina Grzegorczyk - Julian Hochfeld                                                                              | - Mieczysław Hoffmann - Piotr Jaroszewicz - Stanisław Kozubski - Stanisław Łapot - Antoni Maciejewski - Stanisław Małolepszy - Antoni Matla                                                                                   | - Zygmunt Moskwa - Wanda Nawrot - Józef Noga - Józef Ozga-Michalski - Henryk Papiński - Stanisław Pawlak - Jerzy Putrament                                                                                             | - Józef Siemieniec - Jan Stelmach - Józef Szydło - Piotr Tomasik - Andrzej Werblan - Augustyn Wiatr - Władysław Wilczyński                                                                                   |
| Wojewódzki Zespół Poselski Województwa Koszalińskiego | | | |
| | | | |
| - Maciej Elczewski - Tadeusz Janczyk - Helena Jaworska | - Zofia Kulińska - Wacław Lewikowski | - Zofia Łaszkowska - Stanisław Pingielski | - Kazimierz Rynkiewicz - Krystyna Trepa |
| Wojewódzki Zespół Poselski Województwa Krakowskiego | | | |
| | | | |
| - Witold Biernawski - Władysław Brzegowy - Tadeusz Bulwan - Jakub Chudoba - Stanisław Cieślak - Józef Cyrankiewicz - Bolesław Drobner - Władysława Gut - Maria Iskra                                          | - Józef Karweta - Bolesław Kieniewicz - Roman Kosiorowski - Jadwiga Kozłowska - Anna Krzyżak - Jadwiga Lekczyńska - Stanisław Malik - Teodor Marchlewski - Lucjan Motyka                                                      | - Tadeusz Mrugacz - Alicja Musiałowa - Małgorzata Nowicka - Jerzy Pryma - Jan Pypeć - Włodzimierz Reczek - Bolesław Rumiński - Stanisław Skrzeszewski - Jan Szkop                                                      | - Aniela Tomiak - Jan Wiktor - Stanisław Wojciechowski - Wiktor Woźniak - Zenon Wróblewski - Kazimierz Wyka - Zofia Zemanek - Olga Zwierzyna-Hora                                                            |
| Wojewódzki Zespół Poselski Województwa Lubelskiego | | | |
| | | | |
| - Stanisław Bieniek - Józef Bień - Józef Czapski - Józef Dechnik - Kazimierz Głębski - Franciszek Jóźwiak - Józef Kalinowski                                                                                  | - Romuald Kisielewski - Jan Klecha - Janina Mazur - Stanisław Mazur - Antoni Mitura - Stefan Mrowicki - Helena Pasierb | - Jerzy Popko - Maria Puchacz - Paweł Rybka - Stanisław Sitek - Franciszek Stopa - Bolesław Strużek - Henryk Świątkowski                                                                                               | - Jan Wende - Andrzej Wojtkowski - Władysław Wołczko - Alfred Trawiński - Jan Zamecki - Olga Żebruń |
| Wojewódzki Zespół Poselski Województwa Łódzkiego | | | |
| | | | |
| - Wincenty Baranowski - Karol Bąkowski - Celina Budzyńska - Klementyna Chrzanowska - Adam Doliński - Maria Domagalska - Czesław Domagała                                                                      | - Julian Horodecki - Stefan Ignar - Wiktoria Kipigroch - Władysław Kowalski - Zygmunt Krzywański - Eugeniusz Kwiatek - Marian Minor                                                                                           | - Marian Mrówczyński - Maria Olejniczak - Jadwiga Prawdzicowa - Władysław Rogut - Lucjan Rudnicki - Eugeniusz Stawiński - Tomasz Suszczyński                                                                           | - Anna Szadkowska - Władysław Wałęski - Henryk Wiączek - Józef Zbudniewek |
| Wojewódzki Zespół Poselski Województwa Olsztyńskiego | | | |
| | | | |
| - Kazimierz Dubowski - Wacław Gumiński - Jan Król | - Stanisław Krupa - Juliusz Malewski - Józef Piskorski | - Jan Rabanowski - August Rogala - Jan Rotkiewicz | - Gerard Skok - Edward Turowski - Paweł Wojas |
| Wojewódzki Zespół Poselski Województwa Opolskiego | | | |
| | | | |
| - Józef Baron - Stanisław Chlebda - Tadeusz Dietrich - Ostap Dłuski | - Władysław Grabowski - Jan Kornek - Antoni Maławski - Jan Mrocheń | - Roman Nowak - Karol Pordzik - Teofil Socha - Tadeusz Wieczorek | - Paweł Woszek - Zofia Tomczyk |
| Wojewódzki Zespół Poselski Województwa Poznańskiego | | | |
| | | | |
| - Wacław Barcikowski - Jan Dąb-Kocioł - Zofia Dembińska - Jan Dobraczyński - Maria Dota - Władysław Hałaburda - Wiktoria Hetmańska - Jarosław Iwaszkiewicz - Jan Izydorczyk                                   | - Edward Januchowski - Leon Janczak - Jan Kaj - Adolf Kita - Józefa Kościelak - Jan Królski - Jan Kulski - Stanisław Lipiński - Stanisław Mazur                                                                               | - Jerzy Morawski - Władysław Najdek - Marian Nowacki - Józef Pieprzyk - Józef Popielas - Edmund Pszczółkowski - Stefan Ratajczak - Aleksander Rozmiarek - Ignacy Skowroński                                            | - Leon Stasiak - Wsiewołod Strażewski - Michał Szaroch - Szczepan Szczeniowski - Irena Sztachelska - Józef Tazbir - Helena Wieczorek - Józef Wysocki - Stefan Żółkiewski                                     |
| Wojewódzki Zespół Poselski Województwa Rzeszowskiego | | | |
| | | | |
| - Konstanty Dąbrowski - Irena Domańska - Jan Dumanowski - Paweł Hoffman - Władysław Jagusztyn - Maria Jarochowska                                                                                             | - Wojciech Kosiba - Leon Kruczkowski - Arkadiusz Łaszewicz - Helena Michalewicz - Antoni Niemiec - Stanisław Opałko | - Marian Ozga - Piotr Pacosz - Helena Pasternak - Wacław Rózga - Włodzimierz Szczepanik - Piotr Świetlik | - Stanisław Tkaczow - Julian Tokarski - Walenty Tomaka - Stanisław Wais - Roman Zambrowski - Stanisław Zgórski                                                                                               |
| Wojewódzki Zespół Poselski Województwa Stalinogrodzkiego | | | |
| | | | |
| - Franciszek Apryas - Stefan Batorski - Alojzy Biłko - Szczepan Błaut - Jerzy Bordziłowski - Władysław Bożek - Piotr Brzózka - Bernard Bugdoł - Barbara Bulska - Alicja Chmura - Edward Chromy - Maria Cykman | - Marian Czerwiński - Janina Dziadek - Edward Gierek - Dominik Horodyński - Maria Jaszczukowa - Stefan Kalinowski - Marian Karasiński - Józef Kieszczyński - Wiktor Kłosiewicz - Paweł Kocot - Józef Koszutski - Henryk Kowol | - Józef Krzysztofik - Jerzy Lamuzga - Jadwiga Lewecka - Stanisław Maciński - Wiktor Markiefka - Władysław Matwin - Hilary Minc - Andrzej Misiaszek - Gustaw Morcinek - Karol Moskwa - Ryszard Nieszporek - Zenon Nowak | - Edward Ochab - Władysław Oleś - Józef Olszewski - Eugenia Pragierowa - Stanisław Szerszeń - Eugeniusz Szyr - Karol Waduła - Józef Waliczek - Franciszek Waniołka - Aleksander Zawadzki - Kiejstut Żemaitis |
| Wojewódzki Zespół Poselski Województwa Szczecińskiego | | | |
| | | | |
| - Jerzy Andrzejewski - Mikołaj Dachów - Olga Dubik | - Jan Jabłoński - Władysław Korczyc | - Pelagia Lewińska - Edmund Osmańczyk | - Władysław Spychalski - Wojciech Wolkiewicz |
| Wojewódzki Zespół Poselski Województwa Warszawskiego | | | |
| | | | |
| - Janina Balcerzak - Wojciech Brydziński - Helena Boczek - Janina Cabaj - Wincenty Chabura - Janina Chmielewska - Jan Domański - Igor Dziaczkowski - Franciszek Dzięcioł                                      | - Michał Gwiazdowicz - Wacław Janikowski - Wanda Jarmułowicz-Podniesińska - Marian Jaworski - Stanisława Jodłowska - Honorata Jurkowa - Leon Kasman - Władysław Katuszewski - Henryk Korotyński                               | - Eustachy Kuroczko - Władysław Łączyński - Konstanty Łubieński - Leonard Małecki - Stefan Matuszewski - Władysław Nawaduński - Adolf Owczarczyk - Szymon Pietrzak - Maria Stelmach                                    | - Ryszard Strzelecki - Mieczysław Różański - Marian Rybicki - Wacław Śliwiński - Jerzy Teliga - Walenty Titkow - Edmund Tomaszewski - Apolinary Wojciechowski - Mieczysław Wysocki                           |
| Wojewódzki Zespół Poselski Województwa Wrocławskiego | | | |
| | | | |
| - Józef Chaba - Bolesław Fietko - Jan Gawełko - Witold Jarosiński - Aleksander Juszkiewicz - Adam Kiewicz - Jan Kijewski - Józef Kiliś                                                                        | - Stanisław Kowalczyk - Stanisław Kulczyński - Antoni Kuligowski - Franciszek Mazur - Edward Miszkurka - Zenon Młotkiewicz - Stanisław Nowocień - Roman Piotrowski                                                            | - Irena Piwowarska - Stanisław Popławski - Janina Pyłka - Jan Rustecki - Michał Rysiński - Tadeusz Rek - Jan Sendek - Bolesław Sinicki                                                                                 | - Amelia Szczerba - Anna Tarniewicz - Tadeusz Toczek - Kazimierz Witaszewski - Władysław Wodziński - Tadeusz Zastawnik                                                                                       |
| Wojewódzki Zespół Poselski Województwa Zielonogórskiego | | | |
| | | | |
| - Franciszek Banasik - Franciszek Dębowski - Jerzy Feliksiak | - Stanisław Janusz - Stanisław Kaliszewski - Zofia Kręciwilk | - Feliks Lorek - Stanisław Mozol - Marian Naszkowski | - Andrzej Toczek |

### Posłowie, których mandat wygasł w trakcie I kadencji (12 posłów)
| Poseł               | Poseł                    | Data wygaśnięcia mandatu | Przyczyna            | Następca                     | Następca       |
| ------------------- | ------------------------ | ------------------------ | -------------------- | ---------------------------- | -------------- |
|                     | Dorota Kłuszyńska        | 22 listopada 1952(dts)   | śmierć               |                              | Maria Stelmach |
| Henryk Kołodziejski | 18 kwietnia 1953(dts)    | śmierć                   | Jadwiga Kozłowska    |                              |                |
| Marian Stawecki     | 9 września 1953(dts)     | zrzeczenie się mandatu   | Władysław Wilczyński |                              |                |
| Józef Niećko        | 20 listopada 1953(dts)   | śmierć                   | Józef Czapski        |                              |                |
| Zygmunt Modzelewski | 18 czerwca 1954(dts)     | śmierć                   | Władysław Oleś       |                              |                |
| Zofia Nałkowska     | 17 grudnia 1954(dts)     | śmierć                   | Jan Kornek           |                              |                |
| Grzegorz Bil        | 17 marca 1955(dts)       | śmierć                   | Józef Szydło         |                              |                |
| Bronisław Marks     | 24 września 1955(dts)    | śmierć                   | Eugeniusz Kujawski   |                              |                |
| Stanisław Kowalczyk | 5 października 1955(dts) | zrzeczenie się mandatu   | Henryk Wiączek       |                              |                |
| Bolesław Bierut     | 12 marca 1956(dts)       | śmierć                   | Roman Szymański      |                              |                |
| Jan Stachura        | 18 czerwca 1956(dts)     | śmierć                   | Wojciech Wolkiewicz  |                              |                |
| Adam Polewka        | 2 października 1956(dts) | śmierć                   |                      | mandat pozostał nieobsadzony |                |